# Ester Almqvist
Pour les articles homonymes, voir Almqvist.

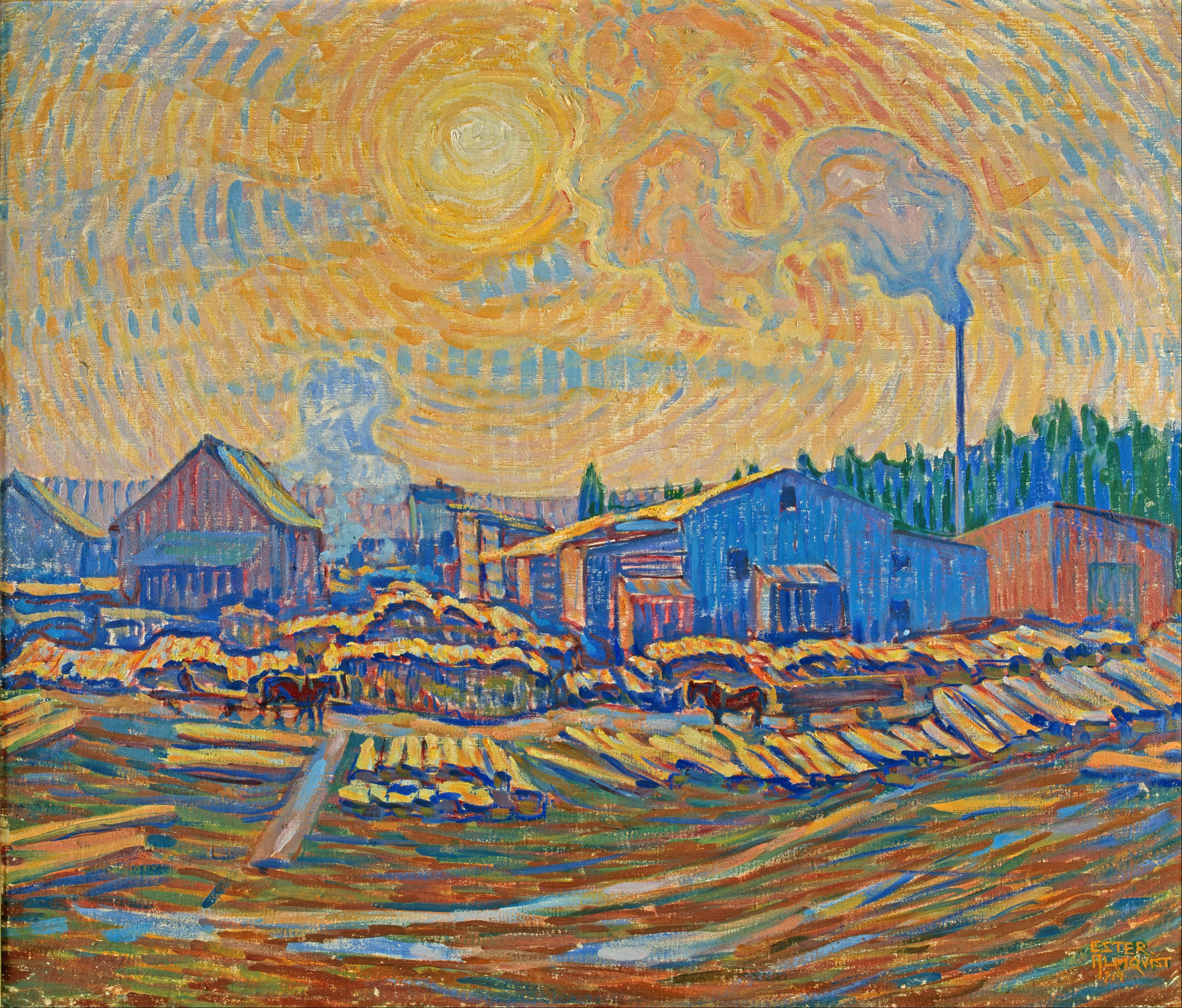
Ester Almqvist, The Sawmill, huile sur canevas 1914.

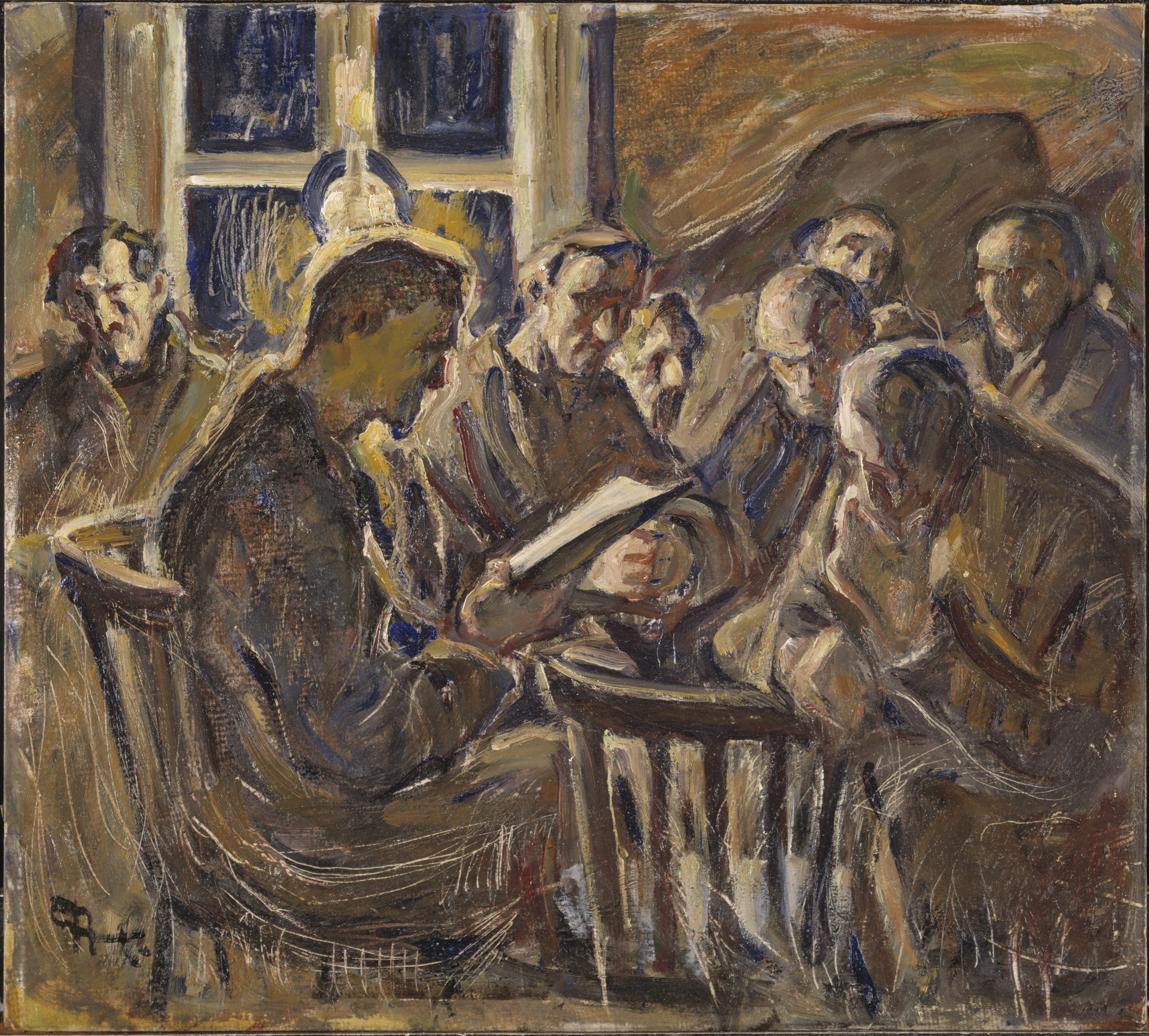
Ester Almqvist, The Meeting, 1929.

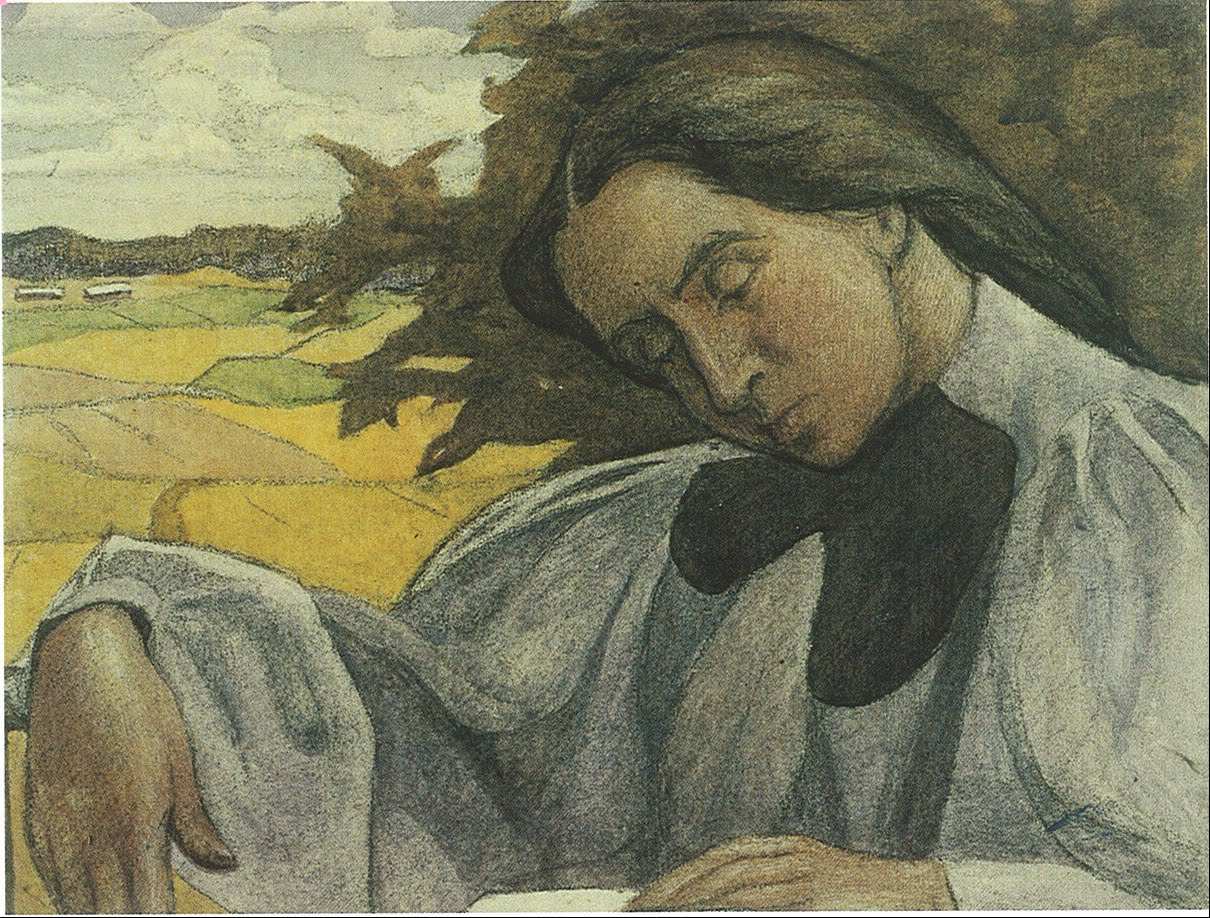
Ester Almqvist, The old fashioned priest's daughter.

Ester Dorothea Almqvist, née le 3 novembre 1869 à Bromma et morte le 11 juin 1934 à Lund, est une artiste suédoise pionnière de la peinture expressionniste en Suède,.

## Famille et éducation
Ester Almqvist naît à Bromma le 3 novembre 1869. Souffrant d'une déformation de la colonne vertébrale dès sa naissance, elle ne peut se déplacer facilement. Ce handicap ne pourra jamais être corrigé durant toute sa vie. Cependant, cela lui permet de se consacrer à sa carrière artistique plutôt que d'être prisonnière des tâches domestiques. Elle passe son enfance à Stockholm où ses parents enseignent dans une école de missionnaires chrétiens. Son père, prêtre, meurt alors qu'elle a seulement neuf ans. Sa mère doit alors donner des cours particuliers tout en vendant des livres afin d'assurer la subsistance de la famille.
Ester Almqvist étudie à l'école technique de Stockholm, dont elle sort diplômée en 1891. Elle étudie ensuite la peinture avec le peintre Gustaf Cederström. Elle intègre ensuite l'académie des arts Valand à Gothenburg en 1892-93 pour parfaire sa technique. Elle rejoint ensuite l'Artist League School de Stockholm en 1894–95. Parmi ses professeurs se retrouvent Per Hasselberg et Bruno Liljefors. Pour payer ses études, elle réalise des illustrations publicitaires.

## Carrière artistique

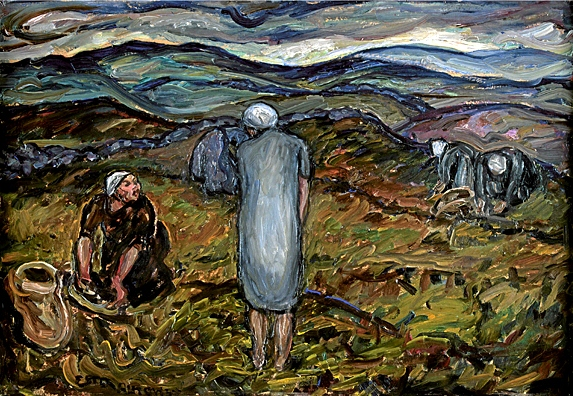
Ester Almqvist, Lingonplockare på Hallandsåsen («Les cueilleuses d'airelles d'Hallandsås»), 1928.

Almqvist passe la plus grande partie de sa vie à Lund et de nombreuses toiles, parmi les plus connues, représentent les paysages de la région de Skåne. Elle commence à exposer à la fin des années 1890 et en 1904 elle participe à l'exposition qui se tient à l'Exposition universelle de 1904.
Les premiers tableaux d'Almqvist sont de style impressionniste qui correspond au style à la mode en Suède à l'époque. Après la mort de sa mère, son style passe à l'expressionnisme et ses œuvres de la maturité à partir de 1913 sont dans la technique proches de celles de Vincent van Gogh, présentant des coups de pinceaux vigoureux, des couleurs fortes et des lignes marquées.
Almqvist appartient à un groupe d'artistes féminins suédois qui voyagent, travaillent et exposent -voire vivent ensemble-  qui compte parmi ses membres Tora Vega Holmström, Agnes Wieslander (en) et Maja Fjæstad (en). Dans la dernière année de sa vie, alors qu'il lui est impossible de peindre à cause des douleurs dorsales, une jeune génération d'artiste féminins comme Vera Nilsson (en), Mollie Faustman et Siri Derkert organise une exposition de ses œuvres à Stockholm reconnaissant en elle une pionnière de la peinture moderniste suédoise. La reconnaissance plus importante ne vient cependant qu'après sa mort en 1934. Une autre exposition est montée à Lund au Skånska Konstmuseum un an après son décès par son ami Nils Gösta Sandblad. Trois ans après c'est à la Galerie Moderne de Bruxelles qu'elle fait l'objet d'une rétrospective. Depuis elle est largement reconnue comme une pionnière de l'expressionnisme suédois,.
Dans son testament, Ester Almqvist demande que ses œuvres soient données au musée d'art de Malmö. Si ses tableaux se retrouvent maintenant aussi au Nationalmuseum, au musée des Beaux-Arts de Göteborg, le Malmö Art Museum détient encore la majeure partie de son travail. Ester Almqvist est l'artiste féminine dont ce musée possède le plus d'œuvres (2083 pièces dont des tuiles sur toile, des aquarelles, des fusains, des pastels des dessins et de nombreuses études),. Ses papiers sont quant à eux conservés à l'université de Lund.
En 1992, son tableau intitulé Sammankomsten (La réunion) daté de 1929 a été choisi par la poste suédoise pour illustrer un timbre célébrant la Déclaration universelle des droits de l'homme et plus particulièrement l'article 20 qui protège la liberté d'association.